# IC 1595
IC 1595 ist eine Spiralgalaxie vom Hubble-Typ Sb im Sternbild Phönix am Südsternhimmel. Sie ist schätzungsweise 324 Millionen Lichtjahre von der Milchstraße entfernt und hat einen Durchmesser von etwa 145.000 Lichtjahren.

Im selben Himmelsareal befindet sich unter anderem die Galaxie IC 1603.
Das Objekt wurde im Jahr 1899 von DeLisle Stewart entdeckt.